# Wydział Transportu, Elektrotechniki i Informatyki Uniwersytetu Radomskiego
Wydział Transportu, Elektrotechniki i Informatyki Uniwersytetu Radomskiego – jeden z ośmiu wydziałów Uniwersytetu Radomskiego.

## Historia
Wydział Transportu, Elektrotechniki i Informatyki powstał wskutek połączenia Wydziałów: Informatyki i Matematyki oraz Transportu i Elektrotechniki, na mocy zarządzenia Rektora UTH.

## Kierunki kształcenia
Dostępne kierunki:
- Budownictwo (studia I stopnia)
- Mechanika i budowa maszyn (studia I i II stopnia)
- Pojazdy elektryczne i hybrydowe (studia I stopnia)
- Robotyka i automatyzacja procesów (studia I stopnia)
- Samochody i bezpieczeństwo w transporcie drogowym (studia I stopnia)
- Zarządzanie i inżynieria produkcji (studia I stopnia)

## Władze Wydziału
W kadencji 2024–2028:
| Stanowisko                   | Imię i nazwisko                  |
| ---------------------------- | -------------------------------- |
| Dziekan                      | dr hab. inż. Tomasz Perzyński    |
| Prodziekan ds. dydaktycznych | dr hab. inż. Jerzy Wojciechowski |
| Prodziekan ds. nauki         | dr hab. inż. Tomasz Ciszewski    |

## Struktura organizacyjna
| Katedra                                                 | Kierownik                            |
| ------------------------------------------------------- | ------------------------------------ |
| Katedra Automatyzacji Procesów i Logistyki              | dr hab. inż. Konrad Krzysztoszek     |
| Katedra Eksploatacji i Organizacji Transportu           | dr hab. inż. Andrzej Krzyszkowski    |
| Katedra Elektrotechniki i Energetyki                    | dr hab. inż. Jacek Kozyra            |
| Katedra Informatyki i Teleinformatyki                   | dr hab. inż. Tomasz Ciszewski        |
| Katedra Napędu Elektrycznego i Elektroniki Przemysłowej | dr inż. Andrzej Szafraniec           |
| Katedra Systemów Sterowania i Elektroniki               | dr hab. inż. Mieczysław Kornaszewski |